# Gran Salitral
Gran Salitral är en periodisk sjö i Argentina.   Den ligger i provinsen La Pampa, i den centrala delen av landet, 900 km väster om huvudstaden Buenos Aires. Gran Salitral ligger 355 meter över havet.
Omgivningarna runt Gran Salitral är i huvudsak ett öppet busklandskap. Trakten runt Gran Salitral är nära nog obefolkad, med mindre än två invånare per kvadratkilometer.